# Vuelo 797 de Varig
El vuelo 797 de Varig fue un vuelo programado entre Abiyán y Río de Janeiro. El 3 de enero de 1987, el Boeing 707 usado para cubrir la ruta cayó a tierra matando a los 12 miembros de la tripulación y a 38 de los 39 pasajeros.
El avión se estrelló poco después de despegar del Aeropuerto Internacional Felix Houphouet Boigny de Abiyán al presentar problemas en el motor 1. Al tratar de regresar al aeropuerto, el avión chocó en la jungla.
Tres personas sobrevivieron al choque pero dos murieron poco después; solo el profesor universitario Neuba Yessoh logró sobrevivir.

## Aeronave y tripulación
La aeronave involucrada en el accidente era un Boeing 707-379C, registrado como PP-VJK, que voló por primera vez en 1968. Estaba propulsado por cuatro motores turbofan Pratt & Witney JT3D-3B. El PP-VJK fue el último avión pasajero Boeing 707 de Varig y el último vuelo de la aeronave con Varig, ya que se había vendido a la Fuerza Aérea Brasileña. 
La tripulación de vuelo estaba compuesta por el capitán Júlio César Carneiro Corrêa (38), el primer oficial Nélson Figueiredo y el ingeniero de vuelo Eugênio Cardoso.

## Accidente
El 2 de enero, durante el penúltimo vuelo de la aeronave a Abiyán, sonó la alarma de incendio del motor exterior izquierdo (n° 1). Otra aerolínea, Air Afrique, que realizaba el mantenimiento de Varig, inspeccionó el motor y determinó que se trataba de una falsa alarma. En las primeras horas de la mañana del 3 de enero, la aeronave partió del Aeropuerto Port Bouett en Abiyán. 20 minutos después de la salida y 200 kilómetros (120 mi; 110 nmi) de Abiyán, la alarma de incendio del motor n° 1 sonó por segunda vez. El ingeniero de vuelo Cardoso informó de altas temperaturas de combustible en el motor, pero los otros motores funcionaban con normalidad. Por precaución, el capitán Corrêa apagó el motor averiado y decidió regresar a Abiyán. 
Cardoso luego informó una fuga de combustible en el motor n° 1, aunque la tripulación tuvo dificultades para identificarlo. Una azafata informó que un pasajero había observado el motor n° 1 emitiendo fuego. Mientras la aeronave sobrevolaba Abiyán, el controlador de torre del aeropuerto de Port Bouet autorizó al vuelo a aterrizar en la pista 03, la pista disponible más cercana. Aunque el clima era propicio para una aproximación visual, el capitán Corrêa solicitó aterrizar en la pista 21, ya que estaba equipada con un Sistema de aterrizaje instrumental (ILS). Sin embargo, esta aproximación requirió maniobras adicionales, incluido un giro a la izquierda en un rumbo de 270 grados. La tripulación (posiblemente en un intento de evitar el empuje asimétrico) decidió retrasar la extensión de los flaps y el tren de aterrizaje hasta pasar el rango omnidireccional VHF. Con los flaps retraídos, la aeronave voló más rápido para evitar una entrada en pérdida.
Durante el giro, se activó el stick shaker (advertencia de pérdida) y el sistema de advertencia de proximidad al suelo emitió varias advertencias bank angle (ángulo de inclinación). La aeronave giró 90 grados a la izquierda, se detuvo y se estrelló en una plantación de caucho en medio de la jungla a 18 kilómetros (11 millas; 9,7 millas náuticas) del aeropuerto a una velocidad de 400 kilómetros por hora (250 mph).

## Víctimas
Nacionalidades de las personas a bordo: 
| Nacionalidad    | Pasajeros | Tripulación | Total |
| --------------- | --------- | ----------- | ----- |
| Brasil          | 10        | 12          | 22    |
| Israel          | 2         | -           | 2     |
| Costa de Marfil | 13        | -           | 13    |
| Líbano          | 3         | -           | 3     |
| Francia         | 2         | -           | 2     |
| Alemania        | 2         | -           | 2     |
| Senegal         | 2         | -           | 2     |
| Estados Unidos  | 1         | -           | 1     |
| Reino Unido     | 1         | -           | 1     |
| Perú            | 1         | -           | 1     |
| Chile           | 1         | -           | 1     |
| Camerún         | 1         | -           | 1     |
| Total           | 39        | 12          | 51    |

Tres personas (todos pasajeros) sobrevivieron inicialmente, aunque una murió varias horas después. Cuatro días después del desastre, un pasajero británico murió a causa de sus heridas a bordo de un avión suizo cuando llegaba a París; Iba a ser trasladado a una unidad de quemados en un suburbio de París. El único sobreviviente, identificado como un profesor universitario marfileño, tenía quemaduras en menos del 20 por ciento de su cuerpo. Mientras era entrevistado por los investigadores, el profesor dijo que más personas habían sobrevivido al impacto inicial pero habían muerto por quemaduras. También afirmó que logró arrastrar al pasajero británico que inicialmente sobrevivió, lejos de los restos del avión. El único superviviente murió de un infarto el 4 de marzo de 2015 a la edad de 72 años.